# Plélauff
Plélauff är en kommun i departementet Côtes-d'Armor i regionen Bretagne i nordvästra Frankrike. Kommunen ligger i kantonen Gouarec som tillhör arrondissementet Guingamp. År 2022 hade Plélauff 687 invånare.

## Befolkningsutveckling
Antalet invånare i kommunen Plélauff
Referens:INSEE